# Enstone
Enstone è un villaggio nel distretto del West Oxfordshire, Inghilterra. Prende il nome da un sito di sepoltura neolitico, o meglio dall'unica pietra rimastane, chiamata "The Ent Stone".
Il comune vero e proprio si trova sul lembo estremo delle Cotswold Hills e comprende altri villaggi, come Radford, Chalford e Cleveley, anche se di minore importanza.
La sua chiesa parrocchiale è dedicata a San Kenelm, un santo locale originario delle Cotswold noto anche come "The Cotswold' Saint" e contiene una vetrata dipinta da William Morris.
Enstone ha un suo aeroporto, un'ex installazione militare RAF destinata oggi a voli civili. Nelle vicinanze dell'aeroporto si trova anche una zona industriale.
A Enstone è ubicata la sede dell'Alpine F1 Team, il quale è il proprietario del Whiteways Technical Centre.